# Tote Täler südwestlich Freyburg
Tote Täler südwestlich Freyburg este o arie protejată (arie specială de conservare — SAC, sit de importanță comunitară — SCI) din Germania întinsă pe o suprafață de 826 ha, integral pe uscat.

## Localizare
Centrul sitului Tote Täler südwestlich Freyburg este situat la coordonatele 51°11′13″N 11°44′29″E / 51.1869°N 11.7414°E.

## Înființare
Situl Tote Täler südwestlich Freyburg a fost declarat sit de importanță comunitară în octombrie 2000 pentru a proteja 1 specie de plante și 6 specii de animale. Situl a fost protejat și ca arie specială de conservare în decembrie 2018.

## Biodiversitate
Situată în ecoregiunea continentală, aria protejată conține 15 habitate naturale: Cursuri de apă de la nivel de câmpie la nivel montan, cu vegetație Ranunculion fluitantis și Callitricho-Batrachion, Pajiști uscate europene, Pajiști carstice calcaroase sau bazofile, de Alysso-Sedion albi, Pajiști uscate seminaturale și facies de acoperire cu tufișuri pe substraturi calcaroase (Festuco-Brometalia) (* situri importante pentru orhidee), Pajiști uscate seminaturale și facies de acoperire cu tufișuri pe substraturi calcaroase (Festuco-Brometalia) (* situri importante pentru orhidee), Pajiști stepice subpanonice, Liziere de ierburi înalte hidrofile de câmpie și de nivel montan până la alpin, Fânețe de joasă altitudine (Alopecurus pratensis, Sanguisorba officinalis), Grohotișuri medio-europene calcaroase, de la nivel colinar și montan, Pante stâncoase calcaroase cu vegetație casmofită, Păduri de fag Asperulo-Fagetum, Păduri de fag din Europa Centrală dezvoltate pe sol calcaros cu Cephalanthero-Fagion, Păduri de stejar și carpen Galio-Carpinetum, Păduri pe pante, grohotișuri și ravene de Tilio-Acerion, Păduri aluvionare cu Alnus glutinosa și Fraxinus excelsior (Alno-Padion, Alnion incanae, Salicion albae).
La baza desemnării sitului se află mai multe specii protejate:
- plante (1): papucul doamnei (Cypripedium calceolus)
- amfibieni (1): triton cu creastă (Triturus cristatus)
- mamifere (3): liliac cârn (Barbastella barbastellus), liliac comun (Myotis myotis), liliacul mic cu potcoavă (Rhinolophus hipposideros)
- nevertebrate (2): rădașcă (Lucanus cervus), Osmoderma eremita Complex

Pe lângă speciile protejate, pe teritoriul sitului au mai fost identificate 58 de specii de plante, 2 specii de amfibieni, 11 specii de mamifere, 20 de specii de nevertebrate, 3 specii de reptile.